# Charlie Paynter
Charlie Paynter   (Swindon, 28 de juliol de 1879 - Anglaterra, 1 de desembre de 1970) va ser l'entrenador del West Ham United des de 1932 fins a 1950.
De petit es va traslladar a Plaistow amb la seva família. Va jugar als equips locals Victoria Swifts i South West Ham, i encara que era adolescent també va desenvolupar interès per la fisioteràpia. Paynter es va involucrar per primera vegada amb West Ham United el 1897 com a ajudant no remunerat. La temporada 1900–01, Paynter es va unir al club com a jugador encara que mai va arribar a jugar amb el primer equip. Va patir una lesió al genoll en un partit contra el Woolwich Arsenal que va posar fi a la seva carrera i el club el va nomenar entrenador de l'equip filial el 1902. Després va ser ascendit a entrenador del primer equip, en substitució de Syd King, 
acomiadat el 1933. En el moment del seu nomenament, el club es trobava a prop del darrer lloc de la taula de Segona Divisió i en perill seriós d'un segon descens consecutiu, que es va evitar per només un punt al final de la temporada, amb el club 20è, que continua sent el seu resultat més baix de la història de la lliga. El seu estat de forma va millorar durant les temporades següents, fins a quedar tercers la 1934-35 i només es van perdre l'ascens a causa del gol average, i van acabar quarts l'any següent. La forma de l'equip va disminuir en els propers anys, tot i que en general encara va acabar amb seguretat a la meitat de la taula. No obstant això, la seva darrera temporada al capdavant, 1949-50, va veure una altra lluita de descens, després de la qual Paynter va decidir retirar-se i permetre que el seu segon entrenador, Ted Fenton, prengués el relleu.

## Estadístiques com a entrenador
| Equip           | País | Des de                | A                 | Rècord | Rècord | Rècord | Rècord | Rècord       |
| Equip           | País | Des de                | A                 | G      | W      | L      | D      | % dels punts |
| --------------- | ---- | --------------------- | ----------------- | ------ | ------ | ------ | ------ | ------------ |
| West Ham United |      | 1 de novembre de 1932 | 1 d'agost de 1950 | 480    | 198    | 166    | 116    | 41.25        |